# Дандас-сквер (Торонто)

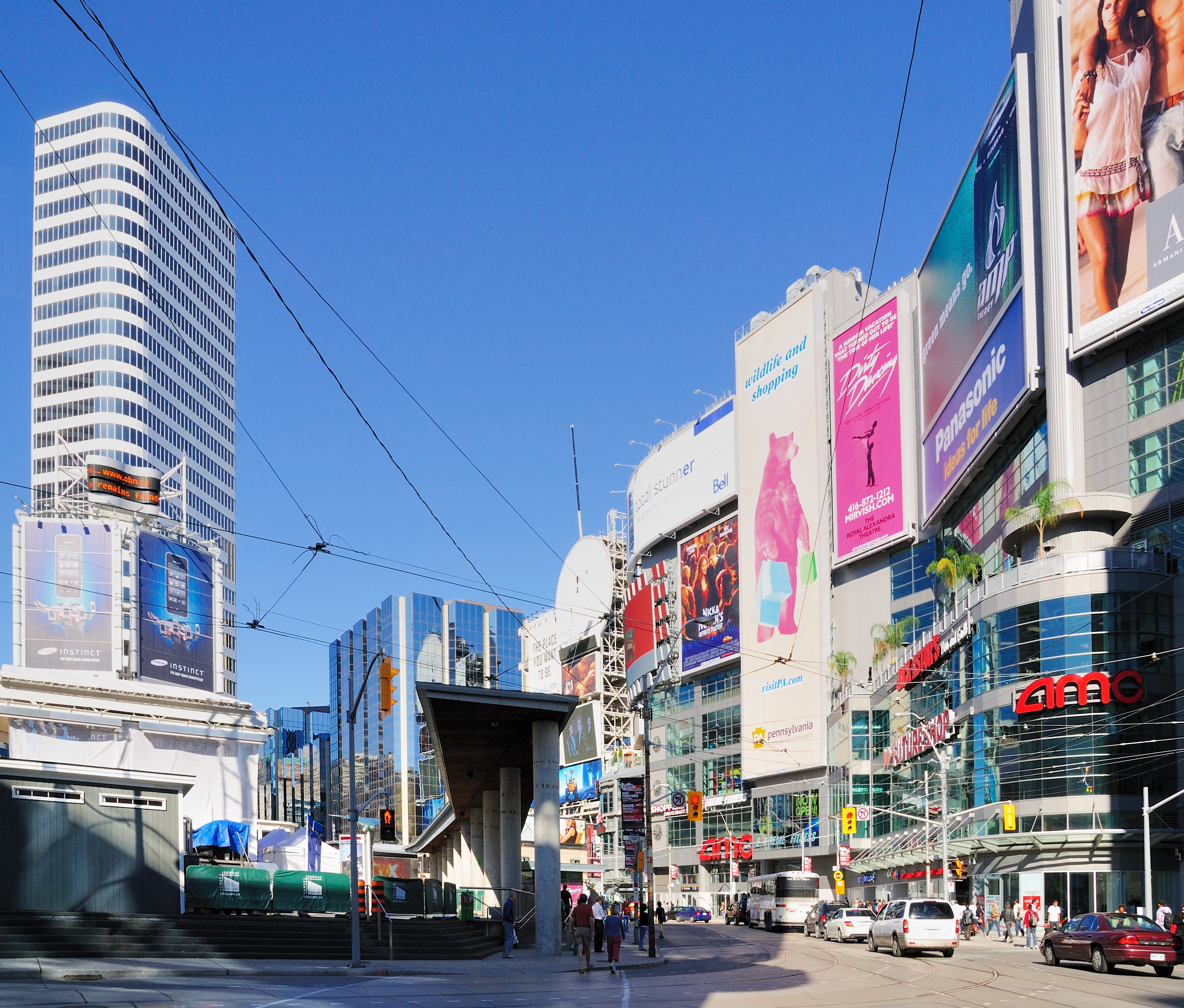
Площа Дандас

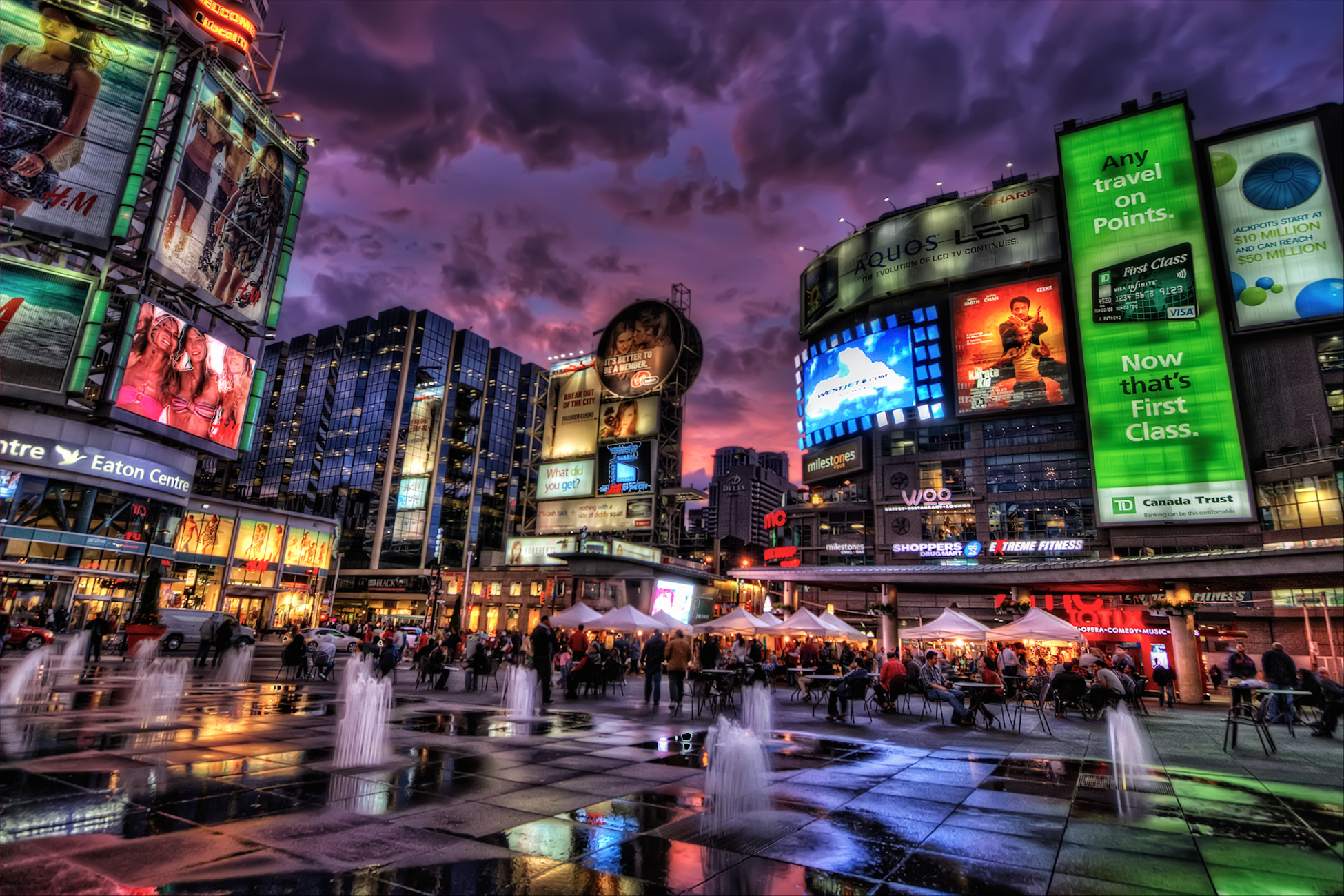
Площа Дандас вночі

Дандас-сквер (англ. Dundas Square) (офіційно: Yonge-Dundas Square ) — міська площа в центрі Торонто. Розташована на південно-східному розі перетину вулиць Дандас і Янґ, площа була переобладнана у листопаді 2002 року. Завдяки повороту вулиці Дандас площа має п'ять виходів. Площа була спроєктована архітекторами Браун&Сторі (тою самою фірмою, що проєктувала Меморіал жертвам Голодомору в Торонто) і знаходиться за північним краєм Ітон-центру. Щорічно площу відвідують 56 мільйонів людей, що робить її одним з найжвавіших місць у Канаді.

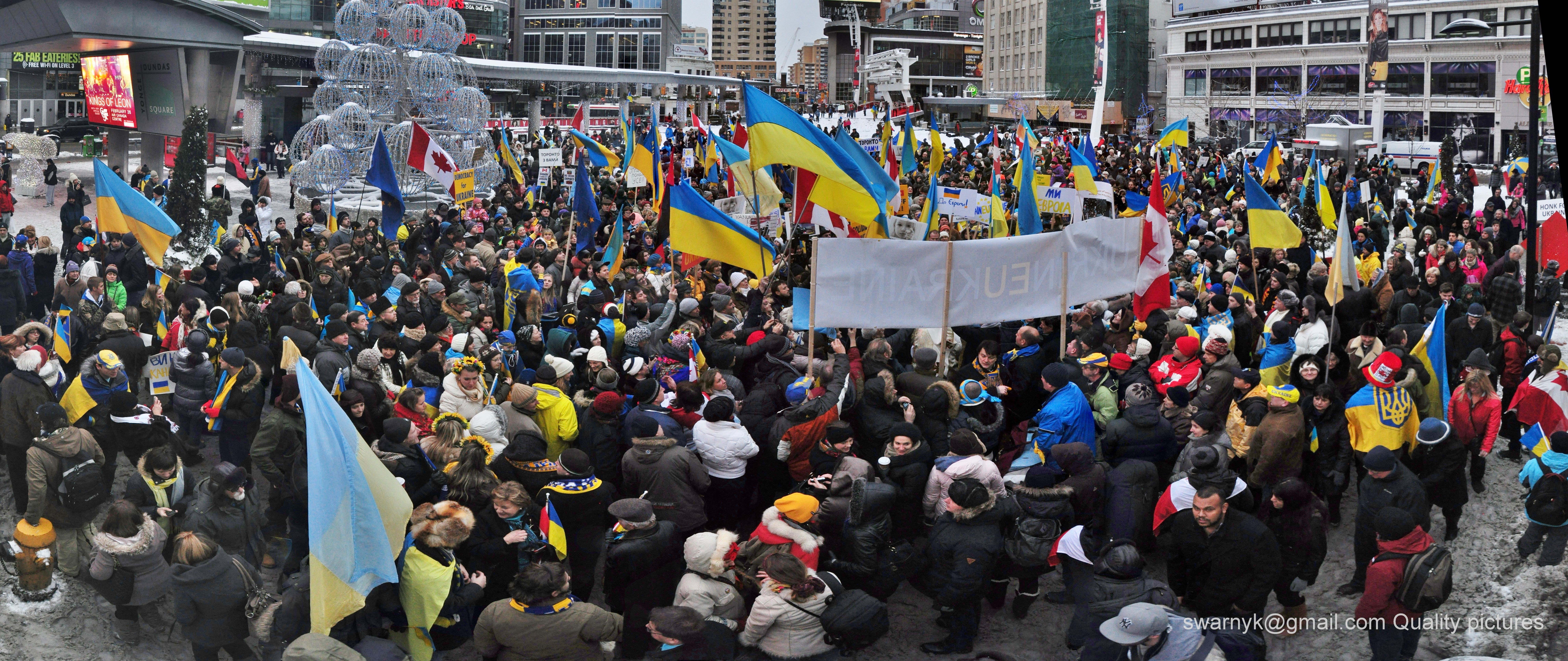
Українці мітингують на площі Дандас на підтримку Євромайдану 15.12.2013

## Вебпосилання
- Вебсайт Dundas Square [Архівовано 4 квітня 2008 у Wayback Machine.]